# Qatar Ladies Open
Il Qatar Ladies Open, conosciuto anche come Qatar Total Open o Qatar TotalEnergies Open per motivi di sponsorizzazione da parte dell'azienda Total S.A., è un torneo di tennis che si gioca a  Doha in Qatar. Disputato per la prima volta nel 2001, questo torneo del WTA Tour è stato promosso a torneo di categoria Tier I nell'ambito del WTA Tour 2008, dopo aver fatto parte delle categorie Tier II e Tier III. Si gioca nei campi di cemento del Khalifa International Tennis Complex.
Nel 2011 il WTA Tour Championships, in precedenza ospitato presso il Khalifa International Tennis Complex, si è spostato ad Istanbul permettendo al Qatar Ladies Open di rientrare nel WTA Tour come evento Premier fino al 2020. Nel 2021 il torneo viene classificato come WTA 500. Nel 2022 viene riclassificato come WTA 1000, ad anni alterni con il torneo di Dubai, con partecipazione non obbligatoria. Dal 2024 il torneo diventa stabilmente di categoria superiore, WTA 1000.

## Albo d'oro

### Singolare
| Anno      | Categoria   | Campionessa            | Finalista           | Punteggio        |
| --------- | ----------- | ---------------------- | ------------------- | ---------------- |
| 2001      | Tier III    | Martina Hingis         | Sandrine Testud     | 6–3, 6–2         |
| 2002      | Tier III    | Monica Seles           | Tamarine Tanasugarn | 7–6(6), 6–3      |
| 2003      | Tier III    | Anastasija Myskina (1) | Elena Lichovceva    | 6–3, 6–1         |
| 2004      | Tier II     | Anastasija Myskina (2) | Svetlana Kuznecova  | 4–6, 6–4, 6–4    |
| 2005      | Tier II     | Marija Šarapova (1)    | Alicia Molik        | 4–6, 6–1, 6–4    |
| 2006      | Tier II     | Nadia Petrova          | Amélie Mauresmo     | 6–3, 7–5         |
| 2007      | Tier II     | Justine Henin          | Svetlana Kuznecova  | 6–4, 6–2         |
| 2008      | Tier I      | Marija Šarapova (2)    | Vera Zvonarëva      | 6–1, 2–6, 6–0    |
| 2009-2010 | Non giocato | Non giocato            | Non giocato         | Non giocato      |
| 2011      | Premier     | Vera Zvonarëva         | Caroline Wozniacki  | 6–4, 6–4         |
| 2012      | Premier 5   | Viktoryja Azaranka (1) | Samantha Stosur     | 6–1, 6–2         |
| 2013      | Premier 5   | Viktoryja Azaranka (2) | Serena Williams     | 7–6(6), 2–6, 6–3 |
| 2014      | Premier 5   | Simona Halep           | Angelique Kerber    | 6–2, 6–3         |
| 2015      | Premier     | Lucie Šafářová         | Viktoryja Azaranka  | 6–4, 6–3         |
| 2016      | Premier 5   | Carla Suárez Navarro   | Jeļena Ostapenko    | 1–6, 6–4, 6–4    |
| 2017      | Premier     | Karolína Plíšková      | Caroline Wozniacki  | 6–3, 6–4         |
| 2018      | Premier 5   | Petra Kvitová (1)      | Garbiñe Muguruza    | 3–6, 6–3, 6–4    |
| 2019      | Premier     | Elise Mertens          | Simona Halep        | 3–6, 6–4, 6–3    |
| 2020      | Premier 5   | Aryna Sabalenka        | Petra Kvitová       | 6–3, 6–3         |
| 2021      | WTA 500     | Petra Kvitová (2)      | Garbiñe Muguruza    | 6–2, 6–1         |
| 2022      | WTA 1000    | Iga Świątek (1)        | Anett Kontaveit     | 6–2, 6–0         |
| 2023      | WTA 500     | Iga Świątek (2)        | Jessica Pegula      | 6–3, 6–0         |
| 2024      | WTA 1000    | Iga Świątek (3)        | Elena Rybakina      | 7–6(8), 6–2      |
| 2025      | WTA 1000    | Amanda Anisimova       | Jeļena Ostapenko    | 6-4, 6-3         |

### Doppio
| Anno      | Categoria   | Campionesse                               | Finaliste                                  | Punteggio           |
| --------- | ----------- | ----------------------------------------- | ------------------------------------------ | ------------------- |
| 2001      | Tier III    | Sandrine Testud Roberta Vinci (1)         | Kristie Boogert Miriam Oremans             | 7–5, 7–6(4)         |
| 2002      | Tier III    | Janette Husárová Arantxa Sánchez Vicario  | Alexandra Fusai Caroline Vis               | 6–3, 6–3            |
| 2003      | Tier III    | Janet Lee Wynne Prakusya                  | María Vento-Kabchi Angelique Widjaja       | 6–1, 6–3            |
| 2004      | Tier II     | Svetlana Kuznecova Elena Lichovceva       | Janette Husárová Conchita Martínez         | 7–6(4), 6–2         |
| 2005      | Tier II     | Francesca Schiavone Alicia Molik          | Cara Black Liezel Huber                    | 6–3, 6–4            |
| 2006      | Tier II     | Daniela Hantuchová Ai Sugiyama            | Li Ting Sun Tiantian                       | 6–4, 6–4            |
| 2007      | Tier II     | Martina Hingis Marija Kirilenko           | Ágnes Szávay Vladimíra Uhlířová            | 6–1, 6–1            |
| 2008      | Tier I      | Květa Peschke (1) Rennae Stubbs           | Cara Black Liezel Huber                    | 6–1, 5–7, [10–7]    |
| 2009-2010 | Non giocato | Non giocato                               | Non giocato                                | Non giocato         |
| 2011      | Premier     | Květa Peschke (2) Katarina Srebotnik (1)  | Liezel Huber Nadia Petrova                 | 7–5, 6(2)–7, [10–8] |
| 2012      | Premier 5   | Liezel Huber Lisa Raymond                 | Raquel Kops-Jones Abigail Spears           | 6–3, 6–1            |
| 2013      | Premier 5   | Sara Errani (1) Roberta Vinci (2)         | Nadia Petrova Katarina Srebotnik           | 2–6, 6–3, [10–6]    |
| 2014      | Premier 5   | Hsieh Su-wei (1) Peng Shuai               | Květa Peschke Katarina Srebotnik           | 6–4, 6–0            |
| 2015      | Premier     | Raquel Kops-Jones Abigail Spears (1)      | Hsieh Su-wei Sania Mirza                   | 6–4, 6–4            |
| 2016      | Premier 5   | Chan Hao-ching (1) Chan Yung-jan          | Sara Errani Carla Suárez Navarro           | 6–3, 6–3            |
| 2017      | Premier     | Abigail Spears (2) Katarina Srebotnik (2) | Ol'ha Savčuk Jaroslava Švedova             | 6–3, 7–6(7)         |
| 2018      | Premier 5   | Gabriela Dabrowski Jeļena Ostapenko       | Andreja Klepač María José Martínez Sánchez | 6–3, 6–3            |
| 2019      | Premier     | Chan Hao-ching (2) Latisha Chan           | Anna-Lena Grönefeld Demi Schuurs           | 6–1, 3–6, [10–6]    |
| 2020      | Premier 5   | Hsieh Su-wei (2) Barbora Strýcová         | Gabriela Dabrowski Jeļena Ostapenko        | 6–2, 5–7, [10–2]    |
| 2021      | WTA 500     | Nicole Melichar Demi Schuurs (1)          | Monica Niculescu Jeļena Ostapenko          | 2–6, 6–2, [10–8]    |
| 2022      | WTA 1000    | Coco Gauff (1) Jessica Pegula (1)         | Veronika Kudermetova Elise Mertens         | 3–6, 7–5, [10–5]    |
| 2023      | WTA 500     | Coco Gauff (2) Jessica Pegula (2)         | Ljudmyla Kičenok Jeļena Ostapenko          | 6–4, 2–6, [10–7]    |
| 2024      | WTA 1000    | Demi Schuurs (2) Luisa Stefani            | Caroline Dolehide Desirae Krawczyk         | 6–4, 6–2            |
| 2025      | WTA 1000    | Sara Errani (2) Jasmine Paolini           | Jiang Xinyu Wu Fang-hsien                  | 7-5, 7-6(10)        |